# Carlos Sánchez Esmeraldas
Carlos Uvilde Sánchez Esmeraldas (Rocafuerte, Ecuador, 6 de febrero de 2001) es un futbolista ecuatoriano que juega de centrocampista en el Atlético Huila de la Categoría Primera B de Colombia.

## Selección nacional

### Categorías inferiores
El 27 de noviembre de 2023, fue seleccionado para integrar la lista de jugadores de la Selección Sub-23 que participará en el Preolímpico de 2024 en Venezuela.

#### Participaciones en Sudamericanos
| Campeonato                              | Sede      | Resultado    | Partidos | Goles |
| --------------------------------------- | --------- | ------------ | -------- | ----- |
| Preolímpico Sudamericano Sub-23 de 2024 | Venezuela | Primera fase | 4        | 0     |

## Estadísticas

### Clubes
Actualizado al último partido disputado el 9 de junio de 2025.
| Club                              | Div.          | Temporada     | Liga  | Liga  | Liga   | Copas nacionales | Copas nacionales | Copas nacionales | Copas internacionales | Copas internacionales | Copas internacionales | Total | Total | Total  |
| Club                              | Div.          | Temporada     | Part. | Goles | Asist. | Part.            | Goles            | Asist.           | Part.                 | Goles                 | Asist.                | Part. | Goles | Asist. |
| --------------------------------- | ------------- | ------------- | ----- | ----- | ------ | ---------------- | ---------------- | ---------------- | --------------------- | --------------------- | --------------------- | ----- | ----- | ------ |
| Independiente Juniors · Ecuador   | 2.ª           | 2020          | 12    | 0     | 0      | —                | —                | —                | —                     | —                     | —                     | 12    | 0     | 0      |
| Independiente Juniors · Ecuador   | 2.ª           | 2021          | 13    | 0     | 0      | —                | —                | —                | —                     | —                     | —                     | 13    | 0     | 0      |
| Independiente Juniors · Ecuador   | 2.ª           | 2022          | 30    | 2     | 0      | 2                | 0                | 0                | —                     | —                     | —                     | 32    | 2     | 0      |
| Independiente Juniors · Ecuador   | 2.ª           | 2023          | 4     | 0     | 0      | —                | —                | —                | —                     | —                     | —                     | 4     | 0     | 0      |
| Independiente Juniors · Ecuador   | Total club    | Total club    | 59    | 2     | 0      | 2                | 0                | 0                | 0                     | 0                     | 0                     | 61    | 2     | 0      |
| Independiente del Valle · Ecuador | 1.ª           | 2023          | 9     | 0     | 0      | —                | —                | —                | 0                     | 0                     | 0                     | 9     | 0     | 0      |
| Independiente del Valle · Ecuador | Total club    | Total club    | 9     | 0     | 0      | 0                | 0                | 0                | 0                     | 0                     | 0                     | 9     | 0     | 0      |
| Atlético Huila · Colombia         | 2.ª           | 2024          | 38    | 1     | 0      | 4                | 0                | 0                | —                     | —                     | —                     | 42    | 1     | 0      |
| Atlético Huila · Colombia         | 2.ª           | 2025          | 14    | 0     | 0      | 0                | 0                | 0                | —                     | —                     | —                     | 14    | 0     | 0      |
| Atlético Huila · Colombia         | Total club    | Total club    | 52    | 1     | 0      | 4                | 0                | 0                | 0                     | 0                     | 0                     | 56    | 1     | 0      |
| Total carrera                     | Total carrera | Total carrera | 120   | 3     | 0      | 6                | 0                | 0                | 0                     | 0                     | 0                     | 126   | 3     | 0      |
| 1.                                |               |               |       |       |        |                  |                  |                  |                       |                       |                       |       |       |        |